# Bithynia et Pontus

Römische Provinzen unter Trajan (117 n. Chr.)

Bithynia et Pontus oder Pontus et Bithynia war eine 74 v. Chr. eingerichtete römische Provinz im nordwestlichen Kleinasien (in der heutigen Türkei).

## Name der Provinz
Gabriele Wesch-Klein vertritt die Ansicht, dass die Provinz zuerst Bithynia hieß und nach der Abdankung von Polemon II. sowie der Eingliederung seines Reiches der Provinzname 63 n. Chr. zu Pontus et Bithynia geändert wurde. Zuletzt erscheint diese Bezeichnung im ausgehenden 2. Jahrhundert n. Chr. Im 3. Jahrhundert findet sich in den Inschriften dann ausschließlich Bithynia et Pontus als Bezeichnung der Provinz, während Cassius Dio wiederholt nur von Bithynia spricht. Wesch-Klein denkt, dass hierfür die Einrichtung der eigenständigen Provinz Pontus in severischer Zeit verantwortlich war, um eine Verwechslung zwischen dieser neuen Provinz Pontus und (nun) Bithynia et Pontus (d. h. Pontus Paphlagonius) zu vermeiden.

## Entwicklung der Provinz
Die Provinz entstand aus der Vereinigung der 74 v. Chr. eingerichteten Provinz Bithynia, dem früheren Königreich Bithynien, mit Teilen des Königreichs Pontos nach dem römischen Sieg über dessen König Mithridates VI. Das Gesetz zur Regelung der Verwaltung der Provinz, eine lex Pompeia (nach dem römischen Feldherrn Gnaeus Pompeius Magnus), folgte im Winter 63/62 v. Chr.
Die Hauptstadt des Amtsbereichs war die frühere bithynische Königsresidenz Nikomedia, die ihren Vorrang aber stets gegen das rivalisierende Nikaia verteidigen musste. Unter Vespasian, wohl im Jahr 73, wurde das bisher als „freie und verbündete Stadt“ (civitas libera et foederata) geltende Byzantion (latinisiert Byzantium) der Provinz angegliedert.
Seit der Zeit des Augustus war die Provinz formal ein Amtsbereich, dessen Verwaltung dem römischen Volk oblag (von der modernen Forschung häufig „senatorische Provinz“ genannt). Unter Nero musste Polemon II., König von Pontus, seine Herrschaft niederlegen, und sein Reich wurde dem Provinzgebiet hinzugefügt sowie der Name zu Pontus et Bithynia geändert. In der ersten Hälfte des 2. Jahrhunderts stand die Provinz mehrmals unter der Verwaltung kaiserlicher Legaten, von denen Plinius der Jüngere der bekannteste ist. Sein Briefwechsel mit Trajan gibt Einblick in die Verhältnisse der Provinz zu dieser Zeit, aber auch in das Wesen des Plinius als Statthalter. 
Seit Antoninus Pius, spätestens ab dem Jahr 159, kann man auf Dauer von einer kaiserliche Provinz sprechen.
Bei der Provinzreform des Kaisers Diokletian im Jahr 295 wurde Bithynia et Pontus in die Provinzen Bithynia, Paphlagonia und Diospontus geteilt.

## Belege
1. ↑  Gabriele Wesch-Klein: Bithynia, Pontus et Bithynia, Bithynia et Pontus – ein Provinzname im Wandel der Zeit. In: Zeitschrift für Papyrologie und Epigraphik Band 136, 2001, S. 252–254.
2. ↑  Cassius Dio 69,14,4; 79(78),39,5; 80(79),3,1.
3. ↑  Gabriele Wesch-Klein: Bithynia, Pontus et Bithynia, Bithynia et Pontus – ein Provinzname im Wandel der Zeit. In: Zeitschrift für Papyrologie und Epigraphik. Band 136, 2001, S. 254f.
4. ↑  Louis Robert: La titulature de Nicée et de Nicomédie. La gloire et la haine. In: Harvard Studies in Classical Philology. Band 81, 1977, S. 1–39.
5. ↑  Christian Marek: Geschichte Kleinasiens in der Antike. C. H. Beck, München 2010, ISBN 978-3-406-59853-1, S. 433–434.

Koordinaten: 42° N, 33° O